# Bezzia insularis
Bezzia insularis är en tvåvingeart som beskrevs av Jean-Jacques Kieffer 1921. Bezzia insularis ingår i släktet Bezzia och familjen svidknott.
Artens utbredningsområde är Taiwan. Inga underarter finns listade i Catalogue of Life.